# 어시스트 (축구)
어시스트(assist) 또는 도움은 축구에서 득점자에게 마지막으로 준 패스를 의미한다. 어시스트를 한 선수의 공격포인트로 기록이 된다. 각 나라의 축구 리그마다 어시스트 적용 규정이 조금씩 다르고 모호한 점이 있다.

## 국제축구연맹
FIFA 규정에 따르면,
- 득점선수에게 마지막 패스를 한 선수
- 슈팅이 골대나 상대 선수(골키퍼 포함) 등을 맞고 튀어나온 뒤 다른 선수가 해결했을 때 원래 슈팅을 했던 선수
- 페널티킥이나 직접프리킥골이 나왔을 때 원래 파울을 얻어냈던 선수에게 어시스트를 주도록 되어 있다.

## 잉글랜드의프리미어리그
- 공을 받은 선수가 골을 성공시켰을 때
  - 수많은 선수를 제치더라도 어시스트로 인정하는 셈이다.
- 골대에 맞고 나온 공을 다른 선수가 리바운드해서 골로 연결했을 때

## 스페인의라리가
- 공을 받은 선수가 1터치 이내에 골을 성공시켰을 때만 어시스트를 매긴다.

## 대한민국의K리그
- K리그에서는 '터치 횟수'보다는 '상대 수비수를 제친 횟수'에 주목한다.
  - 공을 받은 뒤 상대 선수를 2명 이상 제친 뒤 골을 넣으면 어시스트를 인정하지 않는다.
  - 패스를 받은 뒤 터치 횟수가 많더라도 제친 수비수가 2명 미만이라면 마지막 패스를 찔러준 선수에게는 어시스트를 적용한다.
- FIFA와 달리 페널티킥, 직접프리킥 유도를 도움으로 기록하지 않는다.